# بیهایو (مونتانا)
بیهایو (به انگلیسی: Beehive) یک منطقهٔ مسکونی در ایالات متحده آمریکا است که در شهرستان استیلواتر، مونتانا واقع شده‌است. بیهایو ۳۲ نفر جمعیت دارد و ۱٬۴۱۰٫۹۴ متر بالاتر از سطح دریا واقع شده‌است.